# Ahuachapán (cidade)

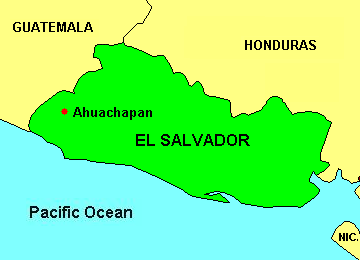
Ahuachapan, El Salvador

Ahuachapán é a capital do departamento de Ahuachapán, em El Salvador, América Central. A cidade está localizada a cerca de 16 km da fronteira com a Guatemala.
O notável poeta salvadorenho Alfredo Espino nasceu em Ahuachapán.

## Transporte
O município de Ahuachapán é servido pela seguinte rodovia:
- AHU-02  que liga a cidade ao município de Tacuba
- AHU-26, AHU-05, AHU-29, AHU-22, AHU-10, AHU-04,  AHU-07  - liga cantões do município
- CA-08, que liga o município (e a Fronteira El Salvador-Guatemala, na cidade de Conguaco - rodovia CA-08 Guatemalteca) à cidade de Colón (Departamento de San Salvador)
- AHU-34  que liga a cidade ao município de Turín
- AHU-32  que liga a cidade ao município de Concepción de Ataco
- AHU-06  que liga a cidade de Atiquizaya ao município
- RN-13, que liga o município à cidade de Santa Ana (Departamento de Santa Ana)
- RN-12, que liga o município à RN-13 [1]